# Flavia Pennetta
Flavia Pennetta es una extenista italiana, nacida el 25 de febrero de 1982 en Brindisi, Italia. Actualmente reside en Verbier, Suiza. Es campeona del Abierto de Estados Unidos y alcanzó un Ranking WTA  puesto número 6; en dobles ha sido la número uno, alcanzado el 28 de febrero de 2011. Anunció su retiro al finalizar la temporada 2015.

## Carrera

### 1997-2009
Ha ganado ocho torneos individuales. Su primer título se dio en 2004, cuando ganó el título de Sopot, en el cual venció a la checa Klára Koukalová en tres sets. En 2005 ganó de manera consecutiva dos títulos Bogotá y Acapulco. En el torneo de Wimbledon de 2006, le dio una gran pelea a la rusa María Sharápova en la cuarta ronda. 
En 2007 ganó el Torneo de Bangkok, Tailandia, y en febrero de 2008 ganó el Torneo de Viña del Mar, Chile, al vencer en la final nuevamente a Klára Zakopalová (ex-Koukalová) por 6-4, 5-4 y abandono, y poco después ganó el Torneo de Acapulco venciendo en la final a la francesa Alizé Cornet.
Definitivamente 2009 fue el año en el cual Pennetta se consolidó debido a que llegó a tres finales ganando dos de manera consecutiva: Torneo de Palermo y el Torneo WTA de Los Ángeles y perdiendo la final del Torneo de Acapulco. Además este año llegó a ser la primera italiana en entrar al top 10 de la WTA. Pennetta finalizó el año como la número 12 del mundo.

### 2010
Pennetta inicia el año en el Torneo de Auckland en Nueva Zelanda, en primera ronda se enfrenta a Jill Craybas a la cual vence 6-2, 6-4. En la segunda ronda vencería a Carla Suárez Navarro por 6-2, 6-2. En cuartos de final enfrentaría a Dominika Cibulková a la cual le ganaría por 6-1, 6-2. En semifinales se enfrentaría a su compatriota Francesca Schiavone a la cual venció 6-3, 6-0. En la final se enfrentó a Yanina Wickmayer con la cual perdió 
En el Torneo de Sídney en la primera ronda Pennetta se enfrentó a la australiana Samantha Stosur a la cual venció 6-3 6-1. En la segunda ronda enfrentó a Li Na a la cual venció 6-2 7-6. En cuartos de final se enfrentó a Aravane Rezaï pero sorprendentemente perdió por 3-6 0-6.
El siguiente torneo de Pennetta es el Abierto de Australia.

### 2013
Tras recuperarse de una lesión producida un año antes, Flavia regresó a competición en Bogotá, para después participar en Acapulco donde fue vencida en la primera ronda. Pennetta no tuvo mucho éxito en Indian Wells ni en Miami. La mala racha continúo en Roland Garros donde cayó en la primera ronda ante Kaia Kanepi. Los resultados empezaron a tener fruto en Wimbledon donde alcanzó la cuarta ronda. Ese año llegó a semifinales del Abierto de los EE. UU. luego de derrotar en cuartos de final a su compatriota Roberta Vinci en 2 sets seguidos, para luego caer ante Victoria Azarenka.

### 2014
Al inicio de la temporada, Flavia logró llegar a los cuartos de final del Abierto de Australia donde perdió ante la china Na Li. El 16 de marzo de 2014, ganó el torneo Masters de Indian Wells tras vencer en la final a Agnieszka Radwanska por un marcador de 6-2 y 6-1. Se trata del primer título de la temporada para la italiana y el décimo individual en su carrera. Una victoria que rompe una racha de casi cuatro años sin ganar un solo torneo. Una victoria además que le coloca cerca de la lista de las diez mejores del ranking, toda una gesta después de que el pasado mes de julio ocupara el puesto 166 de la clasificación mundial. Ese mismo año, Pennetta también se clasificó entre las mejores ocho del Abierto de Estados Unidos donde fue vencida por Serena Williams. Al final de la temporada, Pennetta se clasificó al WTA Tournament of Champions donde alcanzó la final perdiéndola ante la alemana Andrea Petković por un marcador de 6-1, 4-6 y 3-6.

### 2015

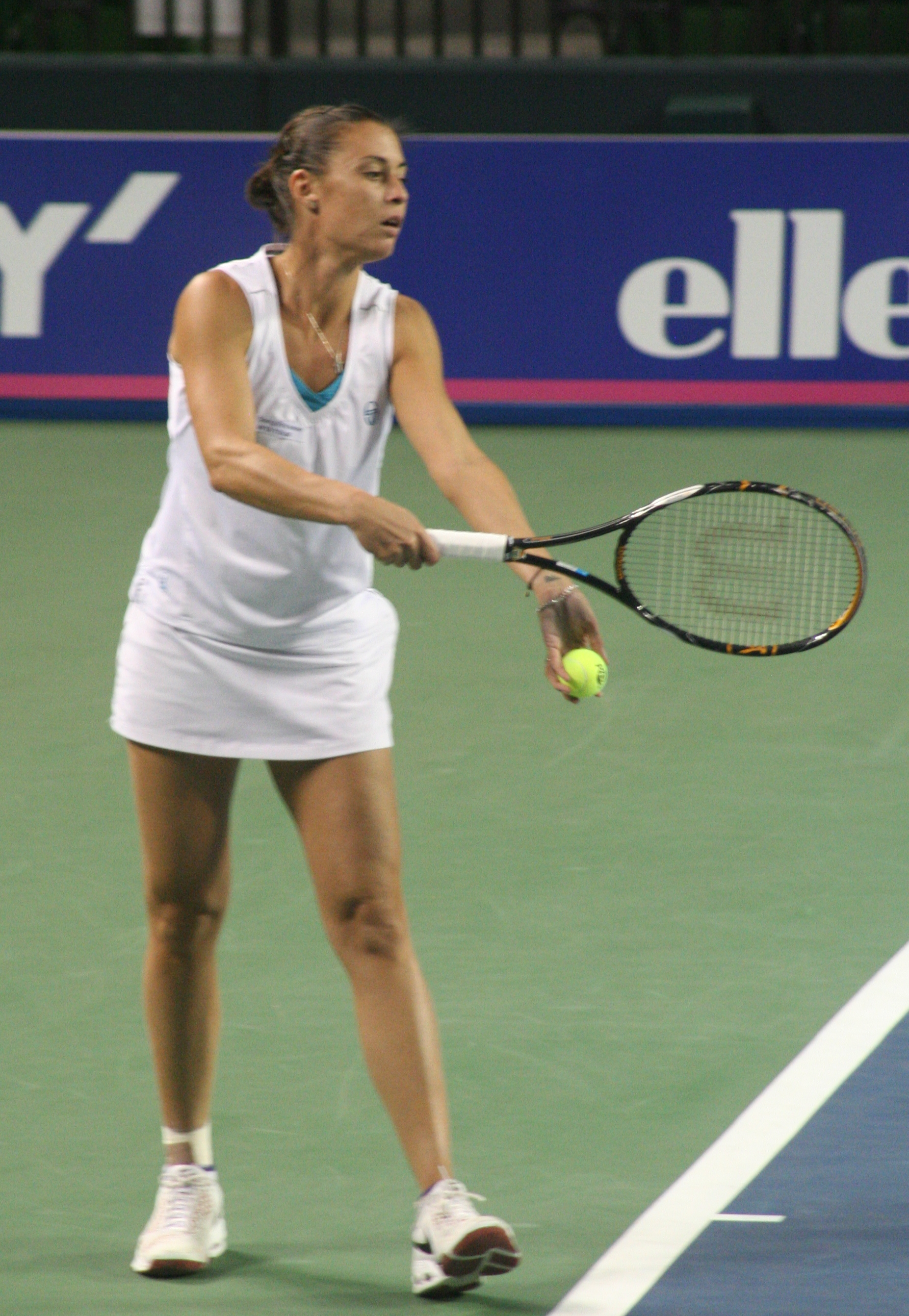
Flavia Pennetta en el día de inauguración del Toray Pan Pacific Open 2009 en Tokio.

Tras tener un año irregular, Pennetta avanzó hasta la final del Abierto de Estados Unidos venciendo a Jarmila Gajdošová en primera ronda, Monica Niculescu en la segunda ronda, Petra Cetkovská en la tercera ronda, Samantha Stosur en cuarta ronda, Petra Kvitová en cuartos de final y Simona Halep en semifinales. El 12 de septiembre de 2015, se hizo con su primer título de Grand Slam venciendo en la final a su compatriota Roberta Vinci por un marcador de 7-6(4), 6-2. De esta forma, Flavia logró ser la segunda tenista italiana en ganar un Grand Slam, uniéndose a  Francesca Schiavone. Asimisimo comunicó, tras ganar el título, que dejaba su carrera tenística el fin del año.

## Vida personal
Desde 2016 está casada con el también tenista italiano Fabio Fognini, con quien tiene 3 hijos: Federico (nacido en el 2017), Farah (nacida en 2019) y Flaminia (nacida el 18 de noviembre de 2021).

## Títulos de Grand Slam

### Individuales

#### Títulos (1)
| Año  | Campeonato        | Oponente en la final | Resultado   |
| 2015 | Abierto de EE.UU. | Roberta Vinci        | 7-6(4), 6-2 |

### Dobles

#### Títulos (1)
| Año  | Torneo               | Pareja       | Oponentes en la final             | Resultado     |
| 2011 | Abierto de Australia | Gisela Dulko | Victoria Azarenka María Kirilenko | 2-6, 7-5, 6-1 |

#### Finalista (2)
| Año  | Torneo            | Pareja           | Oponentes en la final              | Resultado     |
| 2005 | Abierto de EE.UU. | Elena Dementieva | Lisa Raymond Samantha Stosur       | 2-6, 7-5, 3-6 |
| 2014 | Abierto de EE.UU. | Martina Hingis   | Yekaterina Makarova Yelena Vesnina | 6-2, 3-6, 2-6 |

## Títulos WTA (28; 11+17)

### Individuales (11)
| Leyenda: Antes de 2009          | Leyenda: A partir de 2009 |
| ------------------------------- | ------------------------- |
| Grand Slam (1)                  |                           |
| Juegos Olímpicos (0)            |                           |
| WTA Tour Championships (0)      |                           |
| WTA Tournament of Champions (0) |                           |
| Tier I (0)                      | Premier Mandatory (1)     |
| Tier II (0)                     | Premier 5 (0)             |
| Tier III (5)                    | Premier (1)               |
| Tier IV & V (1)                 | International (2)         |

| N.º | Fecha                    | Torneo            | Superficie    | Oponente en la final | Resultado      |
| 1.  | 14 de agosto de 2004     | Sopot             | Tierra batida | Klára Koukalová      | 7-5, 3-6, 6-3  |
| 2.  | 20 de febrero de 2005    | Bogotá            | Tierra batida | Lourdes Domínguez    | 7-6, 6-4       |
| 3.  | 27 de febrero de 2005    | Acapulco          | Tierra batida | Liudmila Cervanová   | 3-6, 7-5, 6-3  |
| 4.  | 14 de octubre de 2007    | Bangkok           | Dura          | Yung-Jan Chan        | 6-1, 6-3       |
| 5.  | 17 de febrero de 2008    | Viña del Mar      | Tierra batida | Klára Zakopalová     | 6-4, 5-4, ret. |
| 6.  | 1 de marzo de 2008       | Acapulco          | Tierra batida | Alizé Cornet         | 6-0, 4-6, 6-1  |
| 7.  | 14 de junio de 2009      | Palermo           | Tierra batida | Sara Errani          | 6-1, 6-2       |
| 8.  | 9 de agosto de 2009      | Los Ángeles       | Dura          | Samantha Stosur      | 6-4, 6-3       |
| 9.  | 11 de abril de 2010      | Marbella          | Tierra batida | Carla Suárez         | 6-2, 4-6, 6-3  |
| 10. | 16 de marzo de 2014      | Indian Wells      | Dura          | Agniezka Radwańska   | 6-2, 6-1       |
| 11. | 12 de septiembre de 2015 | Abierto de EE.UU. | Dura          | Roberta Vinci        | 7-6(4), 6-2    |

#### Finalista (14)
| N°  | Fecha                  | Torneo                  | Superficie    | Oponente en la Final | Resultado           |
| 1.  | 4 de marzo de 2004     | Acapulco                | Tierra batida | Iveta Benešová       | 6-7(5), 4-6         |
| 2.  | 22 de julio de 2004    | Palermo                 | Tierra batida | Anabel Medina        | 4-6, 4-6            |
| 3.  | 5 de enero de 2006     | Gold Coast              | Dura          | Lucie Šafářová       | 3-6, 6-3, 5-7       |
| 4.  | 23 de febrero de 2006  | Bogotá                  | Tierra batida | Lourdes Domínguez    | 6-7(3), 4-6         |
| 5.  | 2 de marzo de 2006     | Acapulco                | Tierra batida | Anna-Lena Grönefeld  | 1-6, 6-4, 2-6       |
| 6.  | 1 de marzo de 2007     | Acapulco                | Tierra batida | Émilie Loit          | 6-7(0), 4-6         |
| 7.  | 24 de julio de 2008    | Los Ángeles             | Dura          | Dinara Sáfina        | 4-6, 2-6            |
| 8.  | 16 de octubre de 2008  | Zürich                  | Dura          | Venus Williams       | 6-7(1), 2-6         |
| 9.  | 28 de febrero de 2009  | Acapulco                | Tierra batida | Venus Williams       | 1-6, 2-6            |
| 10. | 9 de enero de 2010     | Auckland                | Dura          | Yanina Wickmayer     | 3-6, 2-6            |
| 11. | 18 de julio de 2010    | Palermo                 | Tierra batida | Kaia Kanepi          | 4-6, 3-6            |
| 12. | 8 de enero de 2012     | Auckland                | Dura          | Jie Zheng            | 6-2, 3-6, 0-2, ret. |
| 13. | 3 de marzo de 2012     | Acapulco                | Tierra batida | Sara Errani          | 7-5, 6-7(2), 0-6    |
| 14. | 2 de noviembre de 2014 | Tournament of Champions | Dura (i)      | Andrea Petković      | 6-1, 4-6, 3-6       |

### Dobles (17)
| Leyenda: Antes de 2009     | Leyenda: A partir de 2009 |
| -------------------------- | ------------------------- |
| Grand Slam (1)             |                           |
| Juegos Olímpicos (0)       |                           |
| WTA Tour Championships (1) |                           |
| Tier I (0)                 | Premier Mandatory (1)     |
| Tier II (1)                | Premier 5 (3)             |
| Tier III (0)               | Premier (3)               |
| Tier IV & V (2)            | International (5)         |

| N.º | Fecha                    | Torneo               | Superficie    | Pareja              | Oponentes en la final                      | Resultado           |
| 1.  | 14 de agosto de 2005     | Los Ángeles          | Dura          | Elena Dementieva    | Angela Haynes Bethanie Mattek              | 6-2, 6-4            |
| 2.  | 26 de febrero de 2006    | Bogotá               | Tierra batida | Gisela Dulko        | Ágnes Szávay Jasmin Woehr                  | 7-6(1), 6-1         |
| 3.  | 19 de abril de 2008      | Estoril              | Tierra batida | María Kirilenko     | Mervana Jugić İpek Şenoğlu                 | 6-4, 6-4            |
| 4.  | 17 de enero de 2009      | Hobart               | Dura          | Gisela Dulko        | Alona Bondarenko Kateryna Bondarenko       | 6-2, 7-6(4)         |
| 5.  | 19 de junio de 2009      | 's-Hertogenbosch     | Hierba        | Sara Errani         | Michaella Krajicek Yanina Wickmayer        | 6-4, 5-7, [13-11]   |
| 6.  | 11 de julio de 2009      | Bastad               | Tierra batida | Gisela Dulko        | Nuria Llagostera María José Martínez       | 6-2, 0-6, [10-5]    |
| 7.  | 4 de abril de 2010       | Miami                | Dura          | Gisela Dulko        | Samantha Stosur Nadia Petrova              | 6-3, 4-6, [10-7]    |
| 8.  | 2 de mayo de 2010        | Stuttgart            | Tierra batida | Gisela Dulko        | Květa Peschke Katarina Srebotnik           | 3-6, 7-6(3), [10-5] |
| 9.  | 8 de mayo de 2010        | Roma                 | Tierra batida | Gisela Dulko        | Nuria Llagostera María José Martínez       | 6-4, 6-2            |
| 10. | 10 de julio de 2010      | Bastad               | Tierra batida | Gisela Dulko        | Renata Voráčová Barbora Záhlavová-Strýcová | 7-6(0), 6-0         |
| 11. | 23 de agosto de 2010     | Montreal             | Dura          | Gisela Dulko        | Květa Peschke Katarina Srebotnik           | 7-5, 3-6, [12-10]   |
| 12. | 23 de octubre de 2010    | Moscú                | Dura          | Gisela Dulko        | Sara Errani María José Martínez            | 6-3, 2-6, [10-6]    |
| 13. | 31 de octubre de 2010    | Tour Championships   | Dura          | Gisela Dulko        | Květa Peschke Katarina Srebotnik           | 7-5, 6-4            |
| 14. | 28 de enero de 2011      | Abierto de Australia | Dura          | Gisela Dulko        | Victoria Azarenka María Kirilenko          | 2-6, 7-5, 6-1       |
| 15. | 13 de octubre de 2013    | Osaka                | Dura          | Kristina Mladenovic | Samantha Stosur Shuai Zhang                | 6-4, 6-3            |
| 16. | 27 de septiembre de 2014 | Wuhan                | Dura          | Martina Hingis      | Cara Black Caroline Garcia                 | 6-4, 5-7, [12-10]   |
| 17. | 18 de octubre de 2014    | Moscú                | Dura (i)      | Martina Hingis      | Caroline Garcia Arantxa Parra              | 6-3, 7-5            |

#### Finalista (18)
| N.° | Fecha                    | Torneo            | Superficie    | Pareja              | Oponentes en la final                       | Resultado            |
| 1.  | 10 de septiembre de 2005 | Abierto de EE.UU. | Dura          | Elena Dementieva    | Lisa Raymond Samantha Stosur                | 2-6, 7-5, 3-6        |
| 2.  | 14 de mayo de 2006       | Berlín            | Tierra batida | Elena Dementieva    | Yan Zi Jie Zheng                            | 2-6, 3-6             |
| 3.  | 22 de febrero de 2007    | Bogotá            | Tierra batida | Roberta Vinci       | Lourdes Domínguez Paola Suárez              | 6-1, 2-6, [9-11]     |
| 4.  | 14 de junio de 2007      | Barcelona         | Tierra batida | Lourdes Domínguez   | Arantxa Parra Nuria Llagostera              | 6-7(3), 6-2, [10-12] |
| 5.  | 31 de julio de 2008      | Montreal          | Dura          | María Kirilenko     | Cara Black Liezel Huber                     | 1-6, 1-6             |
| 6.  | 22 de febrero de 2009    | Bogotá            | Tierra batida | Gisela Dulko        | Nuria Llagostera María José Martínez        | 5-7, 6-3, [7-10]     |
| 7.  | 3 de mayo de 2009        | Stuttgart         | Tierra batida | Gisela Dulko        | Bethanie Mattek-Sands Nadia Petrova         | 7-5, 3-6, [7-10]     |
| 8.  | 15 de mayo de 2010       | Madrid            | Tierra batida | Gisela Dulko        | Serena Williams Venus Williams              | 2-6, 5-7             |
| 9.  | 9 de octubre de 2010     | Pekín             | Dura          | Gisela Dulko        | Chia-Jung Chuang Olga Govortsova            | 6-7(2), 6-1, [7-10]  |
| 10. | 18 de junio de 2011      | 's-Hertogenbosch  | Hierba        | Dominika Cibulkova  | Barbora Záhlavová-Strýcová Klára Zakopalová | 6-1, 4-6, [7-10]     |
| 12. | 1 de octubre de 2011     | Tokio (Pacífico)  | Dura          | Gisela Dulko        | Liezel Huber Lisa Raymond                   | 6-7(4), 6-0, [6-10]  |
| 13. | 8 de octubre de 2011     | Pekín             | Dura          | Gisela Dulko        | Květa Peschke Katarina Srebotnik            | 3-6, 4-6             |
| 14. | 7 de enero de 2012       | Auckland          | Dura          | Julia Görges        | Andrea Hlaváčková Lucie Hradecká            | 7-6, 2-6, [7-10]     |
| 15. | 15 de abril de 2012      | Barcelona         | Tierra batida | Francesca Schiavone | Sara Errani Roberta Vinci                   | 0-6, 2-6             |
| 16. | 21 de julio de 2013      | Bastad            | Tierra batida | Alexandra Dulgheru  | Anabel Medina Klára Zakopalová              | 1-6, 4-6             |
| 17. | 21 de junio de 2014      | Eastbourne        | Hierba        | Martina Hingis      | Hao-Ching Chan Yung-Jan Chan                | 3-6, 7-5, [7-10]     |
| 18. | 6 de septiembre de 2014  | Abierto de EE.UU. | Dura          | Martina Hingis      | Yekaterina Makarova Yelena Vesnina          | 6-2, 3-6, 2-6        |

## Clasificación histórica

### Individuales
| Torneos                       | 1997                  | 1998                  | 1999                  | 2000                  | 2001                  | 2002                  | 2003                  | 2004                  | 2005                  | 2006                  | 2007                  | 2008                  | 2009         | 2010         | 2011         | 2012         | 2013         | 2014         | 2015         | Ganados-Perdidos |
| ----------------------------- | --------------------- | --------------------- | --------------------- | --------------------- | --------------------- | --------------------- | --------------------- | --------------------- | --------------------- | --------------------- | --------------------- | --------------------- | ------------ | ------------ | ------------ | ------------ | ------------ | ------------ | ------------ | ---------------- |
| Grand Slam                    |                       |                       |                       |                       |                       |                       |                       |                       |                       |                       |                       |                       |              |              |              |              |              |              |              |                  |
| Abierto de Australia          | A                     | A                     | A                     | A                     | A                     | A                     | 1R                    | 1R                    | 1R                    | 3R                    | 1R                    | 2R                    | 3R           | 2R           | 4R           | 1R           | A            | CF           | 1R           | 13–12            |
| Roland Garros                 | A                     | A                     | A                     | A                     | A                     | A                     | 3R                    | 1R                    | 3R                    | 3R                    | 1R                    | 4R                    | 1R           | 4R           | 1R           | 3R           | 1R           | 1R           | 4R           | 18–13            |
| Wimbledon                     | A                     | A                     | A                     | LQ                    | A                     | LQ                    | 2R                    | 1R                    | 4R                    | 4R                    | 1R                    | 2R                    | 3R           | 3R           | 3R           | 1R           | 4R           | 2R           | 1R           | 20–13            |
| U.S. Open                     | A                     | A                     | A                     | A                     | A                     | LQ                    | 1R                    | 1R                    | 1R                    | A                     | 2R                    | CF                    | CF           | 3R           | CF           | A            | SF           | CF           | G            | 25–10            |
| Ganados-Perdidos              | 0–0                   | 0–0                   | 0–0                   | 1–1                   | 0–0                   | 1–2                   | 3–4                   | 0–4                   | 5–4                   | 7–3                   | 1–4                   | 9–4                   | 8-4          | 8–4          | 9–4          | 2–3          | 8–3          | 10-4         | 10-3         | 82–48            |
| Juegos Olímpicos              |                       |                       |                       |                       |                       |                       |                       |                       |                       |                       |                       |                       |              |              |              |              |              |              |              |                  |
| Juegos Olímpicos              | No Celebrado          | No Celebrado          | No Celebrado          | A                     | No Celebrado          | No Celebrado          | No Celebrado          | A                     | No Celebrado          | No Celebrado          | No Celebrado          | 1R                    | No Celebrado | No Celebrado | No Celebrado | 3R           | No Celebrado | No Celebrado | No Celebrado | 2–2              |
| Torneos Finales de Año        |                       |                       |                       |                       |                       |                       |                       |                       |                       |                       |                       |                       |              |              |              |              |              |              |              |                  |
| WTA Tour Championships        | A                     | A                     | A                     | A                     | A                     | A                     | A                     | A                     | A                     | A                     | A                     | A                     | A            | A            | A            | A            | A            | A            | RR           | 1–2              |
| Torneos WTA Premier Mandatory |                       |                       |                       |                       |                       |                       |                       |                       |                       |                       |                       |                       |              |              |              |              |              |              |              |                  |
| Indian Wells                  | A                     | A                     | A                     | A                     | A                     | A                     | 2R                    | 2R                    | 2R                    | 3R                    | 2R                    | 3R                    | 4R           | 3R           | 3R           | 3R           | 1R           | G            | CF           | 18–12            |
| Miami                         | A                     | A                     | A                     | A                     | A                     | A                     | 3R                    | LQ                    | 3R                    | A                     | 1R                    | 3R                    | 3R           | 2R           | 2R           | 3R           | 2R           | 3R           | 4R           | 10–11            |
| Madrid                        | No Celebrado          | No Celebrado          | No Celebrado          | No Celebrado          | No Celebrado          | No Celebrado          | No Celebrado          | No Celebrado          | No Celebrado          | No Celebrado          | No Celebrado          | No Celebrado          | 1R           | 2R           | 1R           | A            | 1R           | 1R           | 1R           | 1–6              |
| Pekín                         | No Celebrado          | No Celebrado          | No Celebrado          | No Celebrado          | No Celebrado          | No Celebrado          | No Celebrado          | No Considerado Tier I | No Considerado Tier I | No Considerado Tier I | No Considerado Tier I | No Considerado Tier I | 3R           | 1R           | SF           | A            | 1R           | 2R           | 3R           | 9–6              |
| Torneos WTA Premier 5         |                       |                       |                       |                       |                       |                       |                       |                       |                       |                       |                       |                       |              |              |              |              |              |              |              |                  |
| Dubái / Doha                  | No Considerado Tier I | No Considerado Tier I | No Considerado Tier I | No Considerado Tier I | No Considerado Tier I | No Considerado Tier I | No Considerado Tier I | No Considerado Tier I | No Considerado Tier I | No Considerado Tier I | No Considerado Tier I | No Considerado Tier I | A            | 3R           | SF           | No Premier 5 | No Premier 5 | No Premier 5 |              | 6–2              |
| Roma                          | A                     | A                     | LQ                    | LQ                    | A                     | A                     | 2R                    | 3R                    | 2R                    | CF                    | 1R                    | 2R                    | 3R           | 2R           | 1R           | CF           | 1R           | 3R           | 1R           | 16–13            |
| Cincinnati                    | No celebrado          | No celebrado          | No celebrado          | No celebrado          | No celebrado          | No celebrado          | No celebrado          | No considerado Tier I | No considerado Tier I | No considerado Tier I | No considerado Tier I | No considerado Tier I | SF           | CF           | 2R           | A            | 1R           | 3R           | 2R           | 11–6             |
| Toronto/Montréal              | A                     | A                     | A                     | A                     | A                     | A                     | A                     | A                     | CF                    | 2R                    | 2R                    | 2R                    | 2R           | 3R           | 2R           | 2R           | 2R           | 1R           | 2R           | 11–11            |
| Tokio                         | A                     | A                     | A                     | A                     | A                     | A                     | A                     | A                     | A                     | A                     | A                     | 2R                    | 1R           | 3R           | 1R           | A            | 2R           | No Premier 5 | No Premier 5 | 4–5              |
| Estadísticas                  |                       |                       |                       |                       |                       |                       |                       |                       |                       |                       |                       |                       |              |              |              |              |              |              |              |                  |
| Torneos Jugados               | 4                     | 8                     | 12                    | 18                    | 18                    | 23                    | 26                    | 27                    | 24                    | 18                    | 28                    | 26                    | 22           | 24           | 22           | 14           | 20           | 20           | 20           | 257              |
| Finalista                     | 0                     | 0                     | 3                     | 0                     | 0                     | 0                     | 3                     | 3                     | 2                     | 3                     | 2                     | 4                     | 3            | 3            | 0            | 2            | 0            | 2            | 1            | 25               |
| Torneos Ganados               | 0                     | 0                     | 0                     | 0                     | 0                     | 1                     | 2                     | 0                     | 2                     | 0                     | 1                     | 2                     | 2            | 1            | 0            | 0            | 0            | 1            | 1            | 11               |
| Ganados-Perdidos              | 2–4                   | 9–8                   | 25–10                 | 15–19                 | 14–18                 | 49–19                 | 27–26                 | 39–26                 | 39–23                 | 32–20                 | 30–25                 | 50–23                 | 52–23        | 45–22        | 31–21        | 21–14        | 18–20        | 30–20        | 28–19        | 582 - 363        |
| Ganados %                     | 33%                   | 53%                   | 71%                   | 44%                   | 44%                   | 72%                   | 51%                   | 60%                   | 63%                   | 62%                   | 57%                   | 68%                   | 70%          | 68%          | 62%          | 60%          | 47%          | 60%          | 43%          | 62%              |
| Ranking                       | 895                   | 659                   | 248                   | 298                   | 289                   | 95                    | 69                    | 38                    | 23                    | 28                    | 39                    | 13                    | 12           | 24           | 20           | 45           | 31           | 13           | 8            | N/A              |

### Dobles
| Torneos                       | 1997                  | 1998                  | 1999                  | 2000                  | 2001                  | 2002                  | 2003                  | 2004                  | 2005                  | 2006                  | 2007                  | 2008                  | 2009         | 2010         | 2011         | 2012         | 2013         | 2014         | 2015         | Ganados-Perdidos |
| ----------------------------- | --------------------- | --------------------- | --------------------- | --------------------- | --------------------- | --------------------- | --------------------- | --------------------- | --------------------- | --------------------- | --------------------- | --------------------- | ------------ | ------------ | ------------ | ------------ | ------------ | ------------ | ------------ | ---------------- |
| Grand Slam                    |                       |                       |                       |                       |                       |                       |                       |                       |                       |                       |                       |                       |              |              |              |              |              |              |              |                  |
| Abierto de Australia          | A                     | A                     | A                     | A                     | A                     | A                     | 1R                    | 1R                    | 2R                    | 3R                    | 3R                    | CF                    | 3R           | CF           | G            | 3R           | A            | 2R           | 3R           | 24–11            |
| Roland Garros                 | A                     | A                     | A                     | A                     | A                     | A                     | 1R                    | A                     | 2R                    | 2R                    | 1R                    | 2R                    | 3R           | CF           | CF           | 3R           | 2R           | 2R           | CF           | 19–12            |
| Wimbledon                     | A                     | A                     | A                     | A                     | A                     | A                     | 1R                    | 2R                    | 1R                    | 3R                    | 2R                    | 2R                    | 1R           | SF           | 1R           | SF           | 2R           | 3R           | CF           | 17–13            |
| U.S. Open                     | A                     | A                     | A                     | A                     | A                     | A                     | 1R                    | 3R                    | F                     | A                     | 2R                    | 1R                    | 1R           | CF           | 3R           | A            | 3R           | F            | SF           | 25–11            |
| Ganados-Perdidos              | 0–0                   | 0–0                   | 0–0                   | 0–0                   | 0–0                   | 0–0                   | 0–4                   | 3–3                   | 7-4                   | 5-3                   | 4-4                   | 7-4                   | 4-4          | 12-4         | 11-3         | 7-3          | 4-3          | 10-4         | 12-4         | 81-47            |
| Juegos Olímpicos              |                       |                       |                       |                       |                       |                       |                       |                       |                       |                       |                       |                       |              |              |              |              |              |              |              |                  |
| Juegos Olímpicos              | No Celebrado          | No Celebrado          | No Celebrado          | A                     | No Celebrado          | No Celebrado          | No Celebrado          | A                     | No Celebrado          | No Celebrado          | No Celebrado          | CF                    | No Celebrado | No Celebrado | No Celebrado | 2R           | No Celebrado | No Celebrado | No Celebrado | 3–2              |
| Torneos Finales de Año        |                       |                       |                       |                       |                       |                       |                       |                       |                       |                       |                       |                       |              |              |              |              |              |              |              |                  |
| WTA Tour Championships        | A                     | A                     | A                     | A                     | A                     | A                     | A                     | A                     | A                     | A                     | A                     | A                     | A            | G            | SF           | A            | A            | A            | A            | 2–1              |
| Torneos WTA Premier Mandatory |                       |                       |                       |                       |                       |                       |                       |                       |                       |                       |                       |                       |              |              |              |              |              |              |              |                  |
| Indian Wells                  | A                     | A                     | A                     | A                     | A                     | A                     | 1R                    | A                     | 2R                    | 2R                    | 1R                    | 2R                    | SF           | 2R           | 2R           | 1R           | 1R           | 2R           | 1R           | 9–11             |
| Miami                         | A                     | A                     | A                     | A                     | A                     | A                     | A                     | A                     | A                     | A                     | 1R                    | 1R                    | 2R           | G            | CF           | CF           | SF           | 1R           | 2R           | 13–8             |
| Madrid                        | No Celebrado          | No Celebrado          | No Celebrado          | No Celebrado          | No Celebrado          | No Celebrado          | No Celebrado          | No Celebrado          | No Celebrado          | No Celebrado          | No Celebrado          | No Celebrado          | 1R           | F            | CF           | A            | CF           | 1R           | CF           | 7–6              |
| Pekín                         | No Celebrado          | No Celebrado          | No Celebrado          | No Celebrado          | No Celebrado          | No Celebrado          | No Celebrado          | No Considerado Tier I | No Considerado Tier I | No Considerado Tier I | No Considerado Tier I | No Considerado Tier I | 2R           | F            | F            | A            | CF           | 2R           | 2R           | 11–6             |
| Torneos WTA Premier 5         |                       |                       |                       |                       |                       |                       |                       |                       |                       |                       |                       |                       |              |              |              |              |              |              |              |                  |
| Dubái / Dubái                 | No Considerado Tier I | No Considerado Tier I | No Considerado Tier I | No Considerado Tier I | No Considerado Tier I | No Considerado Tier I | No Considerado Tier I | No Considerado Tier I | No Considerado Tier I | No Considerado Tier I | No Considerado Tier I | No Considerado Tier I | A            | 1R           | 2R           | 1R           | A            | 1R           | 2R           | 1–5              |
| Roma                          | A                     | A                     | A                     | A                     | A                     | A                     | 1R                    | A                     | 1R                    | A                     | 1R                    | A                     | A            | G            | CF           | CF           | 1R           | 2R           | CF           | 12–8             |
| Cincinnati                    | No Celebrado          | No Celebrado          | No Celebrado          | No Celebrado          | No Celebrado          | No Celebrado          | No Celebrado          | No Tier I             | No Tier I             | No Tier I             | No Tier I             | No Tier I             | 2R           | SF           | CF           | A            | 1R           | 1R           | CF           | 5–6              |
| Toronto/Montréal              | A                     | A                     | A                     | A                     | A                     | A                     | A                     | A                     | 2R                    | A                     | 2R                    | F                     | A            | G            | SF           | A            | 1R           | CF           | CF           | 15–6             |
| Tokio                         | A                     | A                     | A                     | A                     | A                     | A                     | A                     | A                     | A                     | A                     | A                     | CF                    | CF           | CF           | F            | A            | 1R           | No Premier 5 | No Premier 5 | 6–4              |
| Wuhan                         | No Celebrado          | No Celebrado          | No Celebrado          | No Celebrado          | No Celebrado          | No Celebrado          | No Celebrado          | No Celebrado          | No Celebrado          | No Celebrado          | No Celebrado          | No Celebrado          | No Celebrado | No Celebrado | No Celebrado | No Celebrado | No Celebrado | G            | 1R           | 5–1              |
| Estadísticas                  |                       |                       |                       |                       |                       |                       |                       |                       |                       |                       |                       |                       |              |              |              |              |              |              |              |                  |
| Torneos Jugados               | 3                     | 6                     | 8                     | 14                    | 11                    | 12                    | 15                    | 15                    | 18                    | 13                    | 25                    | 23                    | 19           | 24           | 18           | 13           | 18           | 17           | 14           | 220              |
| Finalista                     | 0                     | 0                     | 0                     | 0                     | 0                     | 0                     | 0                     | 0                     | 2                     | 2                     | 2                     | 2                     | 5            | 9            | 4            | 2            | 2            | 4            | 0            | 34               |
| Torneos Ganados               | 0                     | 0                     | 0                     | 0                     | 0                     | 0                     | 0                     | 0                     | 1                     | 1                     | 0                     | 1                     | 3            | 7            | 1            | 0            | 1            | 2            | 0            | 17               |
| Ganados-Perdidos              | 2-3                   | 10-3                  | 13-6                  | 9-12                  | 8-11                  | 25-7                  | 10-15                 | 10-15                 | 21-16                 | 22-10                 | 21-23                 | 32-18                 | 32-15        | 52-14        | 31–16        | 20–11        | 21–17        | 29–15        | 23–15        | 393-243          |

### Dobles Mixtos
| Grand Slam           |     |     |     |     |     |     |     |       |
| Abierto de Australia | A   | A   | 1R  | A   | A   | 2R  | SF  | 4–3   |
| Roland Garros        | A   | A   | A   | A   | A   | 2R  | A   | 1–1   |
| Wimbledon            | A   | A   | 3R  | 1R  | 2R  | 1R  | 1R  | 3–5   |
| U.S. Open            | A   | A   | A   | A   | QF  | 2R  |     | 3–2   |
| Ganados-Perdidos     | 0–0 | 0–0 | 2–2 | 0–1 | 3–2 | 3-4 | 3-2 | 11–11 |